# Angelika Palli
Angelika Palli (Αγγελική Πάλλη), Angelika Palli Bartolommei, ps. Zelmira, Nuova Saffo (ur. 22 listopada 1798 w Livorno, zm. 6 marca 1875 w Livorno) – grecka poetka, pisarka i tłumaczka, intelektualistka, emancypantka, działaczka i patriotka zaangażowana w walki niepodległościowe Grecji.

## Życiorys
Była córką zamożnego greckiego konsula i dyrektora greckiej szkoły, Panajotisa Pallisa, z pochodzenia Epiroty. Matka, Dorotea Di Giorgio również była Greczynką i wywodziła się ze Sparty. Urodziła się w toskańskim Livorno, gdzie dorastała w społeczności greckiej. W wieku 20 lat była jedną z najlepiej wykształconych kobiet w swym otoczeniu. Mówiła po grecku, francusku i włosku, pisała tragedie, dramaty, opowiadania, powieści romantyczne i wiersze. Swą wczesną twórczość podpisywała pseudonimem „Nuova Saffo”. W swoim domu prowadziła popularny salon literacki, przyciągający ówczesnych intelektualistów, takich jak Ugo Foscolo, lord Byron, Alessandro Manzoni, Andreas Kalwos, Alphonse de Lamartine, Giovanni Battista Niccolini, Giuseppe Mazzini i Firmin Didot.
W 1814 roku napisała pierwszą tragedię Tieste, w 1819 roku została członkiem Accademia Labronica, przyjmując imię Zelmira i nadal organizując u siebie salonowe spotkania literackie.
Kiedy Grecy podjęli walkę o niepodległość, Palli skupiła zainteresowania na ich sprawach, zamieniając swój salon literacki w ośrodek zbiórki pieniędzy i organizowania pomocy dla walczących rodaków. Wojna z osmańskimi Turkami stała się też ważnym motywem w jej twórczości. Przez cały czas finansowo wspierała walkę z Turkami, jak również zabiegała o poparcie dążeń Greków wśród wysoko postawionych przyjaciół. W 1823 roku opublikowała inspirowane heroiczną walką Suliotów wiersze Odes were, przetłumaczone w następnym roku na francuski i rozpowszechnione przez jej przyjaciela Firmina Didota wśród sympatyzujących z Grekami filhellenów.   

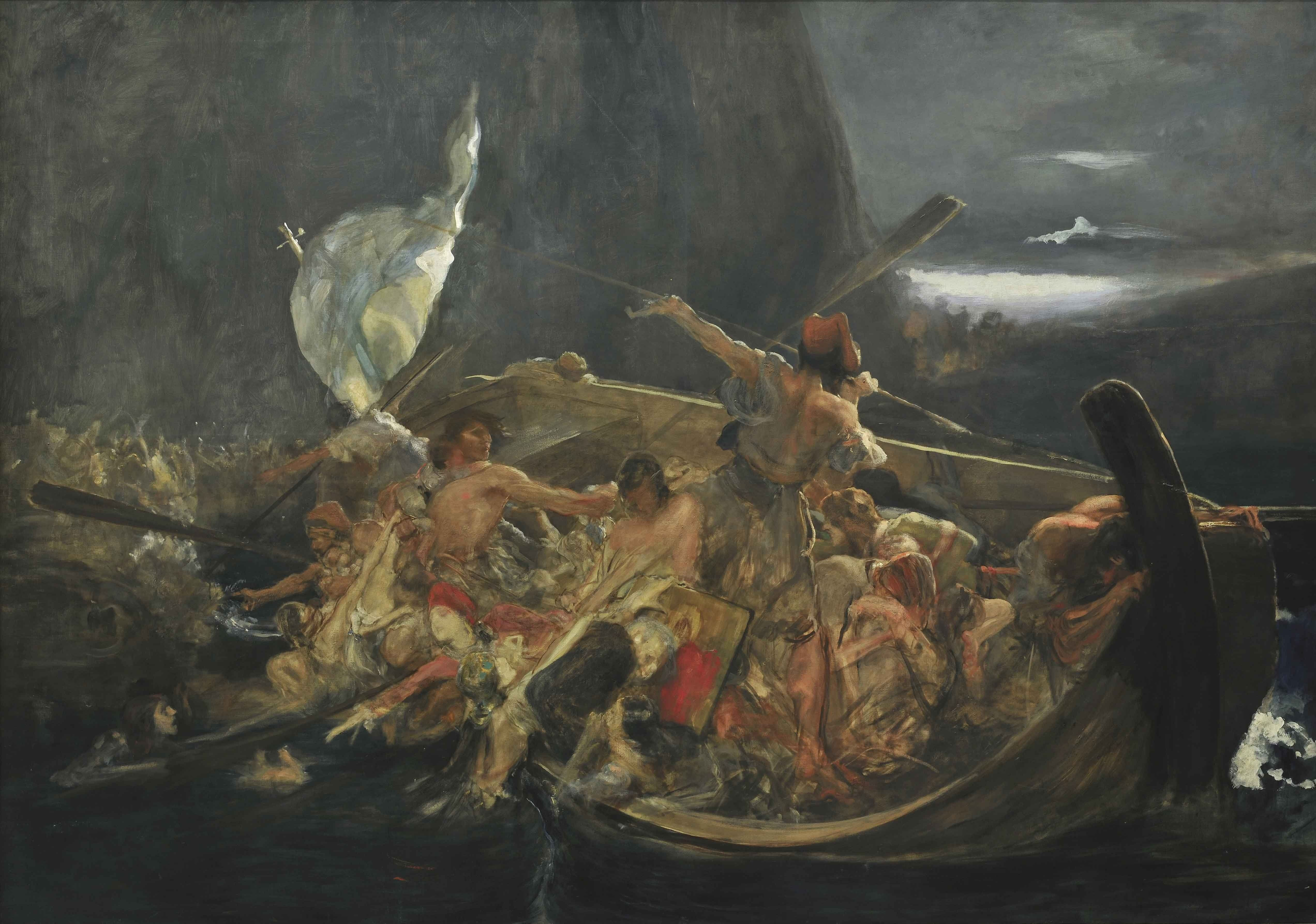
Po zagładzie Psary (mal. Nikolaos Jizis, 1896-1898)

W 1824 roku jako jedyną kobietę zaproszono ją do literackiego gabinetu naukowego, stworzonego przez Giovan Pietro Vieusseux, który goszcząc Palli w Paryżu zachęcił ją do współpracy w redagowaniu „Antologii” – czasopisma literacko-politycznego, zainicjowanego w styczniu 1821 roku (czemu odmówiła jako zbyt zaangażowana w działania niepodległościowe Greków). W 1827 roku opublikowała swą pierwszą napisaną po włosku powieść – Allessio ossia gli ultimi giorni di Psarra, przyjętą z entuzjazmem. Poświęciła ją tragicznym wydarzeniom 5 lipca 1824 roku, gdy tureckie wojska sułtańskie dokonały masakry na ludności wyspy Psara, w której zginęło ok. 7 tysięcy Greków.
Pod koniec lat 20. zakochała się w młodszym o dwanaście lat włoskim polityku pochodzącym z bogatej rodziny korsykańskiej – Giovan Paolo Bartolommei, który był zagorzałym patriotą. Jego rodzice będący katolikami, stanowczo sprzeciwiali się zaręczynom ze względu na młody wiek 19-letniego syna i prawosławne wyznanie 31-letniej Angeliki, a także ich gorszące jej społeczne zaangażowanie. Wówczas oboje zdecydowali się uciec, najpierw do Rzymu, dla uzyskania specjalnej dyspensy od papieża Grzegorza XVI, a potem na Korfu, gdzie zawarli związek małżeński w obrządku katolickim w sierpniu 1831 roku. W 1832 roku Angelika urodziła syna Luciano.
W tamtym okresie Palli tworzyła przede wszystkim prozę i nowele o tematyce społecznej i pedagogicznej, podejmując współpracę z gazetami o umiarkowanych poglądach politycznych, takimi jak „La Viola del Pensiero”. W latach bezpośrednio poprzedzających wojnę o niepodległość pisała wiersze (w większości niepublikowane) oraz historyczne historie sentymentalne, zebrane w tomie zatytułowanym Racconti (wydanym dopiero po jej śmierci w 1876).
Kontynuując działalność polityczną, w 1847 roku zajmowała się organizacją toskańskich milicji ochotniczych, a w następnym roku zaczęła współpracować z florencką gazetą „La Patria”. Wkrótce jednak dołączyła do męża i nastoletniego syna, którzy wyjechali do Lombardii z batalionem ochotników. W 1849 roku powróciła do Livorno. W 1851 roku opublikowała skierowany do młodych matek esej Discorso di una donna alle giovani maritote del suo paese. Tłumaczyła też na język włoski utwory Williama Szekspira, Victora Hugo oraz poetów francuskich i greckich.

## Pobyt w Turynie i powrót do Livorno
Na początku lat 50. wyjechała do Turynu, podążając za mężem znajdującym się na wygnaniu. W dzielnicy Zecca otworzyła salon, w którym przyjmowała innych wygnańców i intelektualistów: Terenzio Mamiani, Giovanni Prati i Francesco De Sanctis. W 1853 roku zmarł jej mąż. W 1855 roku opublikowała Le confessioni di un còrso, w następnym roku napisała powieść Cenni sopra Livorno e i suoi contorni, w której opisywała swe miasto, z nawiązaniami do jego historii i kultury. Podczas pobytu w Turynie zaczęła współpracować z wydawanym w Livorno artystycznym tygodnikiem literacko-teatralnym „L'Euterpe”.
Po śmierci Giovan Paola borykała się z trudnościami finansowymi, dlatego w 1857 roku wróciła do rodzinnego miasta i utrzymywała się dając prywatne lekcje. 1 stycznia 1859 roku rozpoczęła wydawanie tygodnika liberalno-literackiego „Il Romito” aż do lipca 1861 roku, do czasu proklamowania Królestwa Włoch. W piśmie obok wiadomości artystyczno-literackich pojawiały się artykuły polityczne o wyraźnej orientacji propiemonckiej i procavouryjskiej. Współpracował z nią De Sanctis, który w 1861 roku został wybrany na posła do parlamentu i został ministrem edukacji. Do niego zwróciła się Angelica w 1861 r. z zamiarem założenia szkoły dla dziewcząt w Livorno inspirowanej pedagogicznymi pomysłami jej przyjaciela Enrico Mayera.
Około 1864 roku napisała dramat liryczny Corinna, w 1868 powieści: Ulrico e Elfrida i Il gobbo di Santa Fiora. W ostatnim dziesięcioleciu życia zajmowała się głównie problematyką dydaktyczno-pedagogiczną, zwracając szczególną uwagę na problemy związane z edukacją kobiet. W latach 1872–1875 tworzyła Componimenti drammatici, gdzie opisała życie Dantego na dworze Scala, Lello – o historii XVIII-wiecznego rycerza oraz powieść Spiro. Jej ostatni utwór Epiro e Thessalia to patriotyczny sonet, w którym wyraziła głęboką miłość i przywiązanie do ojczyzny, w której nigdy nie była, lecz traktowała jak własną.
Angelica Palli zmarła w Livorno 6 marca 1875 roku. Jej szczątki spoczywają na tamtejszym greckim cmentarzu przy Via Mastacchi.
W latach 70. na strychu wiejskiej posiadłości w Valle Benedetta (na zboczach Poggio Lecceta, niedaleko Livorno) odnaleziono skrzynię z dawnymi dokumentami, wśród których znajdowały się także listy Angeliki Palli.

## Wybór utworów
- Tieste, 1814
- Saffo, 1823
- Poesie, 1824
- Allessio ossia gli ultimi giorni di Psarra, 1827
- Buondelmonte Buondelmonti, 1828
- Euphrosine, 1829
- Ruggieri degli Ubaldini, 1851
- Corinna, 1864
- Le confessioni di un còrso
- Cenni sopra Livorno e i suoi contorni
- Ulrico e Elfrida, 1868
- Il gobbo di Santa Fiora, 1868
- Componimenti drammatici,1872-1875
- Lello, 1872-1875
- Spiro, 1872-1875
- Epiro e Thessalia, 1875
- Racconti, 1876